# تپه اطراف شهر سوخته ۲۵۴
تپه اطراف شهر سوخته ۲۵۴ مربوط به هزاره سوم و ۲ قم است و در شهرستان زابل، بخش شیب آب، دهستان لوتک، ۱۴/۹ک متری جنوب غرب پایگاه باستان‌شناسی شهر سوخته واقع شده و این اثر در تاریخ ۲۰ اسفند ۱۳۸۵ با شمارهٔ ثبت ۱۸۰۶۲ به‌عنوان یکی از آثار ملی ایران به ثبت رسیده‌است.